# Fagner Conserva Lemos
Fagner Conserva Lemos (São Paulo, 11 juni 1989) is een Braziliaans voetballer die doorgaans in de verdediging speelt. Hij verruilde VfL Wolfsburg in januari 2015 voor Corinthians, dat hem in het voorgaande jaar al huurde. Fagner debuteerde in 2017 in het Braziliaans voetbalelftal.

## PSV
Fagner tekende tijdens het seizoen 2006/07 een contract voor vijf seizoenen bij PSV. Doordat hij nog geen 18 was, werd hij eerst nog verhuurd aan Vitória Bahia. Hij speelde eerder voor Sport Clube Corinthians Paulista. Op 19 augustus maakt hij zijn officiële debuut voor PSV, in een met 0-2 gewonnen uitwedstrijd bij Heracles Almelo. Zijn eerste doelpunt voor PSV maakte hij een week later, in een met 5-0 gewonnen thuisduel tegen N.E.C. Aan het begin van het seizoen 2008/09 werd duidelijk dat Fagner PSV mocht verlaten en werd hij teruggezet naar Jong PSV. Op 15 september 2008 werd zijn contract ontbonden. In totaal zou hij verdeeld over drie invalbeurten 80 minuten voor PSV voetballen. Een dag later tekende hij bij CR Vasco da Gama.

## Vasco da Gama
Daar werd hij na een paar jaar basisspeler. In 2009 won hij met Vasco de Campeonato Brasileiro Série B en in 2011 de Copa do Brasil. Hij werd opgenomen in het team van het jaar van de Campeonato Brasileiro Série A 2011.

## VfL Wolfsburg
Op 22 juli 2012 maakt VfL Wolfsburg bekend dat het Fagner voor 4 miljoen euro overnam van Vasco da Gama. Wolfsburg verhuurde hem in januari 2014 voor een jaar aan Corinthians. In januari 2015 nam Corinthians de helft van zijn rechten over en kwam hij definitief bij de club.

## Internationaal
Fagner maakte deel uit van de selectie van het Braziliaans voetbalelftal onder 20 dat de Copa América onder 20 in 2007 won.

## Erelijst
- Eredivisie: 2008
- Campeonato Brasileiro Série B: 2009
- Copa do Brasil: 2011
- Copa América onder 20: 2007
- Copa América: 2019